# Cornelia Baciu
Cornelia Baciu ist eine promovierte Politikwissenschaftlerin. Sie forscht zur Entstehung und zum Wandel von Ordnungen. Ihre thematischen Schwerpunkte sind Konfliktforschung, internationale Organisationen und Governance-Ansätze. Zudem beschäftigt sie sich mit Meta-Wissenschaft und erkenntnistheoretischen Ansätzen jenseits qualitativer und quantitativer Paradigmen.

## Leben
Cornelia Baciu absolvierte ihr Studium in Politikwissenschaft 2006–2009 an der Alexandru Ioan Cuza Universität, Rumänien sowie Europäische Studien von 2009 bis 2013 an der Universität Konstanz, Deutschland. Sie promovierte 2015 bis 2019 an der School of Law and Government, Dublin City University. Es folgte 2019/20 eine Postdoctoral Fellowship an der School of Advanced International Studies, Johns-Hopkins-Universität in Washington, D.C. Danach arbeitete sie als wissenschaftliche Mitarbeiterin am Institut für Friedensforschung und Sicherheitspolitik an der Universität Hamburg.
Seit 2021 ist sie wissenschaftliche Mitarbeiterin am Fachbereich für Politikwissenschaft, Universität Kopenhagen.
Cornelia Baciu war Gastwissenschaftlerin an der Jawaharlal Nehru Universität in Neu-Delhi, Universität Süddänemark in Odense und an dem Vereinten Nationen Office in Wien.

## Wirken
Cornelia Baciu wurde 2019 der Preis der British International Studies Association für exzellente Lehrtätigkeiten verliehen. Im selben Jahr erhielt sie eine Auszeichnung als die beste rumänische Forschungsstudentin in Europa. 2013 wurde ihr der VEUK-Preis für ihre Masterarbeit an der Universität Konstanz verliehen. 2023 erhielt sie den Luke Foster 'Best JCER Journal Article Prize' für den Artikel “Evolutionary Stable Global Orders: Co-Relational Power and Multilateral Security Organisations”. Ihre Forschung erhielt Förderungen u. a. vom Deutschen Akademischen Austauschdienst, dem Exzellenzcluster an der Universität Konstanz, dem Young European Research Universities Network, der ZEIT-Stiftung Hamburg, der Baden-Württemberg Stiftung sowie vom Irish Research Council und von der Carlsberg-Stiftung.

## Publikationen
- “From Kabul to Kyiv. The Crisis of Liberal Interventionism and the Return of War”. In: Politics & Governance 12 (2024). https://doi.org/10.17645/pag.i375.  (Special Issue, Hrsg. mit Falk Ostermann & Wolfgang Wagner)
- “Junior allies in wars of choice: Party politics and role conceptions in Danish and Romanian decisions on the Iraq War”. In: European Journal of International Security Online First (2024), pp. 1-22. DOI: https://doi.org/10.1017/eis.2023.33.  (mit Anders Wivel)
- “Sinn von Sein. Foreign Policy, Memory and Changing Imaginaries and Practices of Neutrality in the Second Republic”. In: Austrian Journal of Political Science 51(4) (2023), pp. 26-32. https://doi.org/10.15203/ozp.4072.vol51iss4
- “Interpolarity: Re-Visiting Security and the Global Order”. In: Defence Studies 21(4) (2022). https://doi.org/10.1080/14702436.2022.2110482 (Special Issue, Hrsg. mit Delphine Deschaux-Dutard)
- “Mimesis and Status Seeking in the Global Order. BRICS’s Summit Diplomacy and Performative Rhetoric”. In: Defence Studies 21(4) (2022), pp. 709-735. https://doi.org/10.1080/14702436.2022.2110484 (Mit Klaus Kotzé)
- “Differentiated Integration and Role Player in Multilateral Security Orders. A Comparative Study of France, Germany, Ireland and Romania”. In: Defence Studies 21(4) (2022), pp. 666-688. https://doi.org/10.1080/14702436.2022.2110475 (Mit Nele Marianne Peters-Ewers)
- “Evolutionary Stable Global Orders: Co-Relational Power and Multilateral Security Organisations”. In: Journal of Contemporary European Research 18(1), pp. 149-165. https://doi.org/10.30950/jcer.v18i1.1210 (Mit Dominika Kunertova)
- “Beyond the Emergency Problematique. How Do Security IOs Respond to Crises – A Case Study of the NATO Response to COVID-19”. In: Journal of Transatlantic Studies 19 (2021), pp. 261-281. https://doi.org/10.1057/s42738-021-00079-w
- Civil-Military Relations and Global Security Governance. Strategy, Hybrid Orders and the Case of Pakistan. London and New York: Routledge (2021). ISBN 9780367647582.
- “Collaborative Security Regimes Post-Brexit – Estimating the Potential for Convergence Based on the Overlap in National Strategic Documents. A Comparative Study of EU27+1 and the US”. In: Comparative Strategy 39 (6) (2020), pp. 1-16. https://doi.org/10.1080/01495933.2020.1826845
- Peace, Security and Defence Cooperation in Post-Brexit Europe. Risks and Opportunities. Heidelberg: Springer International Publishing (2019). https://doi.org/10.1007/978-3-030-12418-2. (Hrsg. mit John Doyle)
- “Security Transformation and Multilateralism: The Future of Irish Defence and Foreign Policy”. In: Irish Studies in International Affairs 29 (2018), pp. 97-117. https://www.jstor.org/stable/10.3318/isia.2018.29.05

## Gremientätigkeit
- 2021–2022 Stellvertretende-Vorsitzende der Arbeitsgruppe Außenpolitik, British International Studies Association (Großbritannien)
- 2021–2022 Jurymitglied, Chadwick Alger Prize - International Studies Association, Sektion 'International Organisation' (USA)
- Seit 2021 Mitglied der Deutschen Vereinigung für Politikwissenschaft (Deutschland)
- Seit 2018 Mitglied der European International Studies Association (Pan-European)
- Seit 2017 Mitglied der International Studies Association (USA)